# Петропавловка (Чуйская область)
Петропавловка — село в Жайылском районе Чуйской области Кыргызстана. Административный центр Кызыл-Дыйканского аильного округа. Код СОАТЕ — 41708 209 817 01 0.

## Население
| год     | 2009 | 2014 | 2015 |
| ------- | ---- | ---- | ---- |
| человек | 2242 | 2221 | 3515 |